# Henrique Ambauer Schutel
Henrique Ambauer Schutel (Milão, 1805 – Rio de Janeiro, 1885) foi um dos pioneiros da imigração italiana no Brasil.
Médico e empreendedor de origem suíça, cuja família radicou-se em Milão, casou-se com Camila Strambio, filha do médico Giovanni Strambio (Milano 1827). Emigrou para o Brasil em 1834 e se estabeleceu no Desterro/SC (atual vila de Florianópolis). 
Foi um dos pioneiros da imigração italiana no Brasil ao estabelecer a empresa de colonização Demaria & Schutel com seu sócio, o armador inglês Carlo Demaria (radicado em Gênova).
A Demaria & Schutel estabeleceu o primeiro assentamento italiano em Santa Catarina, a colônia Nova Itália através do fretamento do vapor “O Correo” que aportou no desterro em 1836 com cerca de 130 imigrantes italianos. Apesar de algumas dificuldades como a falta de infraestrutura e ataques de “bugres”, especialmente em 1841, a Colônia Nova Itália prosperaria e se tornaria a cidade de São João Batista. Conhecido por ser um homem culto e de “finíssimo trato”, exerceu a função de vice-cônsul da Sardenha no Desterro, possivelmente uma função pública devido à sua educação e facilidade com os idiomas alemão, inglês e italiano. 
Trouxe da Itália seu primogênito João Strambio Schutel que veio a ser vice-cônsul da Itália em Santa Catarina.
Foi pai de Duarte Paranhos Schutel, político catarinense do século XIX e membro da Academia Catarinense de Letras. No Brasil, casou-se 2 vezes, sendo sua segunda esposa a viúva Maria da Gloria Teixeira, que trouxe 2 filhos de seu primeiro casamento (Antero de Souza e Francisco de Souza).